# کایرو (اوهایو)
قاهره (به انگلیسی: Cairo) نام یک شهرک در ایالت اوهایو در آمریکا است.